# Jacob Bleeker
Jacob Bleeker (Dokkum, 24 augustus 1885 - Bilthoven, 14 november 1961) was een Nederlandse burgemeester.

## Leven en werk
Bleeker werd geboren in Dokkum als zoon van Gabe Bleeker en Feikje Jacobs Wijntjes. Hij begon zijn loopbaan op de secretarie van Tietjerksteradeel. Hij werd vervolgens 1e ambtenaar ter secretarie in Steenwijk en was daarnaast leraar staatswetenschap. In 1910 werd hij gemeentesecretaris van Rauwerderhem. Hij was getrouwd met Geertruida Luciena Maria Dorothea Monsieur (1885-1926) en Johanna Anitia van Lookeren Campagne (1893-1979). In 1950 ging hij als burgemeester van Dordrecht met pensioen. Hij mocht 11 jaar van zijn pensioen genieten en overleed in 1961. 
Hij was lid van de Liberale Partij, een conservatieve richting binnen het liberalisme. Aan het begin van de bezettingsjaren propageerde hij een éénpartijsysteem, omdat een verdeeld Nederland zwak zou blijven. 

## Burgemeesterschappen
Bleeker werd in 1912 benoemd tot burgemeester van Rauwerderhem en vervolgens van Utingeradeel (1919) en Opsterland (1929). Hij was burgemeester van Dordrecht van 1937 tot 6 mei 1943 en van 1945 tot en met 1950. 

## Burgemeester in oorlogstijd
Op de eerste dag van de bezetting van Dordrecht (10 mei 1940) raakte hij lichtgewond door Duits vuur. Vanwege zijn diplomatieke kwaliteiten kreeg hij goed contact met hoge Duitse officieren. Dordrecht werd hierdoor niet gebombardeerd.
In de beginjaren van de bezetting stelde hij zich coöperatief op met betrekking tot de eisen van de bezetter. Zo werden zijn woorden steeds repressiever naar aanleiding van anti-NSB-activiteiten door met name de oudere jeugd. Het betrof hier bijv. het dragen van het 'V-speldje'(Oranje Victorie), protesten tijdens Anjerdag (verjaardag prins Bernard 29-06-1940) en het roepen van leuzen naar passerende NSB'ers. Andere vormen van protest tegen de NSB waren het kalken van leuzen en het ingooien van ramen. 
Zijn contacten met de lokale hoge Duitse officieren, zoals met Ortskommandant Graf zu Solms-Wildenfels, waren goed en zakelijk. Uitnodigingen voor een informele bijeenkomsten met zo'n officier vermeed hij doelbewust: hij was niet pro-Duits. 
Bleekers houding ten opzichte van de NSB was zeer negatief. Zo weigerde hij het erevoorzittersschap van de plaatselijke afdeling van de Nationale Jeugdstorm. Hij werkte niet erg mee met de aan de NSB te linken organisaties, zoals de lokale afdelingen van Winterhulp Nederland en de Nederlandsche Volksdienst. Uiteindelijk werd hij gedwongen dat wel te doen, maar zijn handelen bleek vooral te bestaan om de invloed van de NSB binnen die organisaties te verminderen. 
De burgemeester was coöperatief wat de jodenvervolging in Dordrecht betreft. Hij was vooral voortvarend in het aanleveren van lijsten van Joodse ambtenaren. Het Joodse personeel werd ontslagen als uitvloeisel van bevelen uit Den Haag. Omdat de Joodse kinderen van scholen werden gestuurd, stimuleerde hij de oprichting van de Joodsche School. Hij probeerde het badhuis- en zwembadverbod voor Joodse inwoners vergeefs te verzachten. Het oppakken van de joden, met name tijdens de grote razzia's in november 1942, was niet te voorkomen. De betrokken politiedienst viel niet meer onder zijn bevoegdheid. Wel viel op, dat Bleeker zich niet verzette tegen deportatie.
De Arbeitseinsatz ontwikkelde zich van vrijwilligheid, werkverschaffing voor werklozen naar dwang met bijbehorende razzia's. De burgemeester moest aan het begin van 1943 aangeven welke ambtenaren naar de Arbeitseinsatz moesten. 'Misbaarheid', leeftijd en geslacht waren daarbij de criteria. De burgemeester weigerde dat. De bezetter begon te twijfelen aan zijn loyaliteit. 
In Dordrecht vonden ook de april-meistakingen plaats. De grootste staking vond op 30 april 1943 plaats. De burgemeester werd verplicht een lijst van stakende ambtenaren door te geven. Hij werd op 6 mei afgezet, nadat hij dit had geweigerd.

## Onderduiken
Bleeker werd vervangen door de NSB-burgemeester Johan Gijsbert van Houten. 
Aanvankelijk hield Bleeker zich schuil in Zaltbommel, maar hij kwam op 25 september 1943 terug naar Dordrecht op verzoek van de Ondergrondse. Als onderduiker verbleef hij eerst bij het Leger des Heils en later in het Sint Jacobsgesticht in de Houttuinen.

## Terugkeer
Op 7 mei 1945 verscheen Bleeker weer op het stadhuis, ondanks het feit dat van Houten formeel nog aan de macht was. Op 9 mei 1945 kreeg hij in opdracht van het Militair Gezag in Dordrecht weer de burgemeestersketting omgehangen. Bleeker hervatte zijn werkzaamheden als burgemeester van Dordrecht. In de dagen voorafgaande aan de capitulatie had hij met de Duitse bevelhebber onderhandeld over overgave van de stad. Er werd een zuiveringsonderzoek ingesteld naar zijn handelen gedurende de eerste bezettingsjaren. De conclusie was dat de burgemeester niets te verwijten viel. Bij Koninklijk Besluit van 7 juni 1946 werd hij weer formeel tot burgemeester van Dordrecht benoemd.

## Eerbewijzen
In 1947 werd Jacob Bleeker benoemd tot Ridder in de Orde van de Nederlandse Leeuw en per 1 september 1950 werd hem bij Koninklijk Besluit eervol ontslag verleend "met dankbetuiging voor de langdurige en gewichtige diensten door hem als burgemeester bewezen". Hem werd niet het Ereburgerschap aangeboden, wat wel gebruikelijk was bij een vertrekkende burgemeester. In 2002, 41 jaar na zijn dood, benoemde de gemeenteraad van Dordrecht Bleeker alsnog tot ereburger van die stad op verzoek van zijn zoon. De burgemeester motiveerde deze postume toekenning door te verwijzen naar het voorkomen van bombardement en het niet doorgeven van de lijsten. In die motivatie werd niet gesproken over zijn acteren met het aangeven van Joodse ambtenaren.

## Bron
- ereburgerschap wijlen burgemeester J. Bleeker
- Over de jodenvervolging in Dordrecht: K. Weltevrede; We zijn vertrokken (De vervolging van Joden in Dordrecht 1940-1945); Jaarboek 2021; Vereniging Oud-Dordrecht.
- Over het verzet in Dordrecht: F. van Riet; De Dordtse Affaire (vervolging, verzet en verraad in en rond Dordrecht); Just Publishers; 2022.
- Over burgemeesters in oorlogstijd in het algemeen: P. Romijn; Burgemeesters in Oorlogstijd. (Besturen onder Duitse bezetting); Amsterdam; 2006.
- Over burgemeesters in oorlogstijd in Dordrecht: J.I.M. Wammes; De Dordtse Burgemeesters in Oorlogstijd; Jaarboek 2024; Vereniging Oud-Dordrecht.
- Over de memoires van Bleeker (o.a. in te zien in de bibliotheek van het NIOD): J.Bleeker; De Buffer. Enkele aanteekeningen van persoonlijke belevenissen en voorvallen van 10 - 14 mei 1940 en uit den tijd der Duitschen bezetting; Drukkerij Reidel, Dordrecht.

- Biografisch Portaal: 12011892
- Gemeinsame Normdatei: 174010257
- International Standard Name Identifier: 0000 0003 5921 097X
- Nederlandse Thesaurus van Auteursnamen: 067795781
- Virtual International Authority File: 212362278
- WorldCat: E39PBJh4xQtdc4xdcwkM3kvmBP